# Jeong Chan
Jeong Chan (hangeul : 정찬), né le 3 juillet 1953, est un auteur sud-coréen.

## Biographie
Jeong Chan est un auteur coréen né le 3 juillet 1953 diplômé de l'université nationale de Séoul avec pour spécialité l'éducation. Il fait ses débuts littéraires en 1983 lorsque son roman La Tour de la parole (Marui tap) est publié dans le magazine littéraire Le Monde du langage (Eoneo-ui segye). Jeong est un artiste populaire en Corée du Sud, ayant participé au festival de la littérature à Séoul organisé par l'Institut coréen de traduction littéraire (LTI of Korea) sous le titre de « Fantaisie et empathie »,.
En 1995, il remporte le prix Dong-in pour Chant de la tristesse (Seulpeumui norae).

## Œuvre
Chan a été profondément influencé par le soulèvement de Gwangju qui s'est produit alors qu'il travaillait en tant que journaliste pour le quotidien Dong-a Ilbo. Ce qui a intrigué Jeong n'était pas tant les questions politiques, mais  davantage la question du rapport de l'homme face à la mort et face à la rédemption. Dans Une âme parfaite (Wanjeonhan yeonghon), il évoque la barbarie de ceux qui sont au pouvoir, élément qui entre en contraste avec la simplicité et la passivité des âmes innocentes.
Une autre préoccupation dans le travail de Jeong concerne la relation entre le pouvoir et la langue. Le pouvoir ici est le produit de la corruption de la langue, celle-ci étant utilisée à des fins idéologiques. Ses romans Maison de glace (Eoreumui jip) et Chanson de tiiristesse (Seulpeumui norae) offrent une méditation attentive sur la langue et se concentrent sur la tension entre le silence de Dieu et la langue corrompue du pouvoir. Dans Maison de glace (Eoreumui jip), ce que les puissants poursuivent sans relâche est finalement identifié comme la volonté de devenir divin. Tout en explorant ce qui fait essence et ce qui a l'apparence de l'essence, Jeong étudie également le problème de la langue fictive dans le roman lui-même. Ainsi, son travail est souvent considéré comme occupant une position intermédiaire entre la poésie et le roman.

### Recueils de nouvelles
- 기억의 강 Le Fleuve des souvenirs (1989)
- 완전한 영혼 Une âme parfaite (1992)
- 아늑한 길 Une petite route agréable (1995)
- 베니스에서 죽다 Mourir à Venise (2003)

### Romans
- 슬픔의 노래 Chanson de la tristesse (1995)
- 황금 사다리 L'Échelle d'or (1999)
- 세상의 저녁 Le Crépuscule du monde (1998)
- 로뎀나무 아래서 Sous un buisson de genêts (1999)
- 그림자 영혼 L'Âme d'ombre (2000)
- 황야 Plaine désertique (2002)
- 빌라도의 예수 Pilate et Jésus (2004)